# Боярышник
Боя́рышник (лат. Crataégus) — род листопадных, редко полувечнозелёных высоких кустарников или небольших деревьев, относящихся к семейству Розовые (Rosaceae).
Широко используется как декоративное и лекарственное растение. Плоды употребляются в пищу. Медонос.

## Название
Латинское название происходит от др.-греч. κραταιός («крепкий»), что отражает или свойство древесины — крепкой и твёрдой, или способность растения жить долго: возраст боярышника может достигать 400 лет.
Русское название боярышник возводится к слову боярин в словаре Даля, в котором также приводится ещё несколько диалектных вариантов названия — боярка, глод, барыня, глудина, глог, талоно́.
Как основное, так и диалектное слово также применяются в составных названиях других представителей рода: чёрный глод для Crataegus melanocarpa; боярышник горный, боярышник сибирский для Crataegus sanguinea.

## Ботаническое описание
Внешний вид
Боярышники — листопадные, редко полувечнозелёные деревья высотой 3—5 м, иногда до 10—12 м, часто многоствольные или растущие кустообразно. Крона плотная, округлая, шаровидная или яйцевидная, часто асимметричная.
Кора ствола коричневая или серая, неравномерно ребристая или трещиноватая, у отдельных, видов отслаивающаяся некрупными пластинками. Ветки крепкие, прямые или несколько зигзагообразные, реже плакучие; молодые побеги пурпурно-красные, голые или густо опушённые, до войлочных. Сердцевина побегов округлая, по краям зазубренная, белая до светло-зелёной.
У большинства видов имеются многочисленные колючки, которые являются видоизменёнными укороченными побегами и развиваются из пазушных почек в нижней части побегов одновременно с листьями и на год раньше, чем соответствующие почки в верхней части побегов. Колючки обычно безлистные, длиной 0,5—1 см до 6—7 и даже 10 см, реже облиственные. У европейских и азиатских видов колючки мелкие или вовсе отсутствуют. Побеги очень редко заканчиваются колючкой. Почки располагаются сбоку от колючки, у её основания, реже почки сидят по обеим сторонам колючки.
Листья
Почки яйцевидно-округлые, конические или продолговатые, заострённые или, чаще, притуплённые, длиной 2—10 мм; чешуйки в числе 4—6, расположенные спирально, светло- или тёмно-бурые, с карминным оттенком, но краям нередко с более светлой каймой, чаще голые, блестящие, реже ресничатые по краю или волосистые. Листовой рубец узкий, с тремя следами, которые иногда заметны только после среза с рубца пробковой ткани.
Листья расположены спирально, нередко скучены на концах коротких побегов, яйцевидные или обратнояйцевидные, реже округлые, ромбические или эллиптические, с цельной, перисто-надрезанной, лопастной или рассечённой пластинкой, глубоко и крупно зубчатые или пильчатые, реже цельнокрайные, длиной 1—12 см, голые или густо опушённые, снизу до войлочных, черешковые, реже почти сидячие. На длинных побегах крупнее и более глубоко лопастные, чем на коротких, в то же время нижние листья коротких побегов обычно мельче верхних и слабо изрезаны.
Прилистники у многих видов рано опадают.
Осенью листья некоторых боярышников ярко окрашиваются в золотистый, оранжевый и пурпуровый цвета, у многих видов они долго сохраняются, не изменяя окраски, и опадают зелёными или буреют.
Цветки
Соцветия расположены на концах коротких боковых побегов текущего года, сложные, щитковидные, реже зонтиковидные, немного- или многоцветковые; у некоторых видов цветки одиночные или по 2—3. Оси соцветий, цветоножек, гипантий и чашелистики голые, густо опушённые или войлочные.
Цветки диаметром 1—2 см; лепестки в числе пяти, белые (у садовых форм иногда розовые или красные), округлые, с коротким ноготком. Чашелистиков 5, прямостоящих, распростёртых или отогнутых, опадающих или остающихся при плодах.
Тычинок 5—20, с белыми, жёлтыми, розовыми или пурпурно-красными пыльниками; столбиков 1—5, с головчатым рыльцем и нередко с пучками волосков у основания. Завязь образована 1—5 плодолистиками, срастающимися со спинной стороны с гипантием и свободными или почти свободными с брюшной стороны.
Цветки содержат диметиламин — вещество, которое придает им характерный запах несвежей рыбы. Иногда запах описывается как специфический, но весьма приятный
Плоды
Плод — мелкое яблоко, образованное из гинецея, обросшего снаружи гипантием, размер 0,5—4 см. Созревают в сентябре — октябре. Плоды боярышников бывают шаровидными, грушевидными, вытянутыми; с одной или несколькими (до 5) крупными, очень прочными трёхгранными косточками. Эти косточки расположены возле чашечки на верхушке плода и слегка прикрыты кожицей.
Косточки с очень твёрдой каменистой оболочкой, желтоватые или буроватые, трёхгранные, сжатые с боков и килеватые, гладкие, ребристые, выемчатые или выщербленные; гипостиль (место прикрепления столбика к косточке) различной величины и формы.
Окраска плодов зависит от вида и сорта, она может быть бледной оранжево-жёлтой, красной, ярко-оранжевой, реже почти чёрной.
Размер плодов так же различен, как и их окраска. У боярышника кроваво-красного они всего 5—7 мм в диаметре, а у крупноплодных американских видов — почти 3, реже 4 см. В культуру вводятся крупноплодные виды, такие, как Боярышник канадский (Crataegus canadensis), Боярышник точечный (Crataegus punctata) и Боярышник понтийский (Crataegus pontica). Все они плодоносят ежегодно, высокоурожайны. Их плоды похожи на яблоки ранетки, но отличаются короткой плодоножкой. В зависимости от вида с одного дерева собирают от 10 до 50 кг плодов.
Цветение и плодоношение
Цветки распускаются весной или в начале лета, после листьев, в период, когда последние ещё не достигли нормальной величины, медоносны, но обладают неприятным запахом и опыляются главным образом различными мухами, а также жуками и пчёлами. В конце цветения, когда тычинки полностью развиты, возможно и самоопыление.
Древесина
Древесина беловато-розовая, красновато-жёлтая или красноватая, с разделением на ядро, возможно иногда патологического происхождения, спелую древесину и заболонь; ядро тёмного цвета, красно-бурое или даже чёрно-бурое. Годичные кольца заметные. Сосуды с простыми перфорациями. Межсосудистая поровость супротивная, реже очередная. У боярышника кавказского (Crataegus caucasica) — на стенках сосудов имеется штриховатость. Волокна с окаймлёнными норами. Древесина рассеянно-сосудистая, иногда с тенденцией к кольцесосудистости. Древесная паренхима диффузная, отчасти паратрахеальная. Лучи гетерогенные, иногда с некоторой тенденцией к гомогенности, одно-трёхрядные. Отдельные виды рода Боярышник сильно варьируются по признакам строения древесины.
Древесина используется для изготовления различных предметов домашнего обихода, токарных и резных изделий, рукояток к ударным инструментам и т. д. Испытывалась она на гравировальные доски и показала довольно удовлетворительные результаты. Некоторые виды боярышника (например боярышник однопестичный) достигают высоты 8 м и образуют довольно большую массу древесины, поэтому эксплуатация их вполне возможна. Большую ценность по окраске и красоте рисунка имеют боярышниковые капы (наплывы).

## Распространение и экология
| |
| |
| |
| |
| Сверху вниз: - Нижняя часть ствола взрослого растения (Боярышник мягкий). - Распускающаяся почка Crataegus erythropoda. - Верхняя и нижняя стороны листа (Боярышник Дугласа). |

Боярышник распространён преимущественно в умеренных районах северного полушария в пределах между 30° и 60° с. ш., главным образом в Северной Америке, а также Евразии.
В природе боярышники встречаются обычно одиночно или группами в зарослях кустарников, по опушкам, на вырубках и полянах, на осыпях, реже они растут в негустых лесах и вовсе не встречаются под густым древесным пологом.
Распространены от уровня моря до верхнего предела лесной растительности в горах, в самых различных условиях рельефа и на разных грунтах.
К почве нетребовательны, но лучше развиваются на глубоких, среднеувлажнённых, хорошо дренированных плодородных тяжёлых почвах; положительно реагируют на присутствие извести в почве. В культуре неприхотливы, в подавляющем большинстве зимостойки, светолюбивы. Не требуют специального ухода, кроме периодической подрезки и вырезки сухих ветвей; при пересадке, которую боярышники в молодом возрасте переносят легко, необходима сильная подрезка; возможна пересадка боярышников и летом, в облиственном состоянии.

## Хозяйственное значение и использование

### В декоративном садоводстве
Из Америки в Европу были завезены несколько видов, к началу XVIII века в садах и парках выращивали восемь североамериканских видов:
Боярышник петушья шпора (Crataegus crus-galli), Боярышник мягкий (Crataegus mollis), Боярышник переплетённый (Crataegus intricata), Боярышник точечный (Crataegus punctata), Боярышник жёлтый (Crataegus flava). В России американские виды боярышника появились в XIX веке.
Боярышники широко используются в декоративном садоводстве и ландшафтном дизайне. Они зимостойки, засухоустойчивы, нетребовательны к почвам, декоративны в течение всего периода вегетации благодаря изящным листьям, окрашивающимся осенью в оранжево-красные тона, многочисленным белым цветкам в щитковидных соцветиях, плодам яркой окраски, украшающим крону в течение двух месяцев.
Боярышники живут до 300 лет, это идеальный материал для колючих изгородей — красивых и при этом практически непроницаемых. В средней полосе России наиболее широко используют Боярышник обыкновенный (Crataegus laevigata) и Боярышник кроваво-красный (Crataegus sanguinea), а также Боярышник петушья шпора (Crataegus crus-galli).
Из боярышника создают декоративные группы в ландшафтных парках; используют для закрепления склонов оврагов, берегов водоёмов и рек.
Размножение
Боярышник размножают посевом семян, корневыми отпрысками, а культурные сорта — прививкой.
При семенном размножении требуется длительная (до семи — восьми месяцев) стратификация. При осеннем посеве в саду семена весной прорастают не все и довольно долго. В первый год обычно прорастают 20—30 % семян. Часть семян всходит на следующий год. Процент всхожести увеличивается, если семена перед посевом или стратификацией подвергнуть скарификации.
Черенкуются крайне плохо; вегетативное размножение их осуществляется корневыми отпрысками и отводками; садовые формы размножают прививкой, причём в качестве подвоя обычно используют Боярышник однопестичный (Crataegus monogyna) и Боярышник обыкновенный (Crataegus laevigata).
Биологические особенности
При прорастании семядоли выносятся над землёй; они яйцевидные или эллиптические, несколько мясистые, голые, короткочерешковые, длиной 4—13 мм. Подсемядольная часть всхода длиной 1—6 см, голая, обычно красноватая. Первые листья очерёдные, сближенные, значительно меньше нормальных и с менее глубоко и интенсивно изрезанной пластинкой.
В течение первого года или первых двух лет сеянцы растут медленно; годовой прирост не превышает 7—20 см, затем прирост увеличивается и достигает 30—40 (до 60) см в год, что продолжается до 6—8-летнего возраста; после этого рост снова замедляется.
Цветение и плодоношение наступает в возрасте 10—15 лет. Длительность жизни — 200—300 (до 400) лет.
Вредители
Главнейшими вредителями боярышников являются бабочки — боярышница (Aporia crataegi), кольчатый коконопряд (Malacosoma neustria), обдирало (Erannis defoliaria), златогузка (Euproctis chrysorrhoea); тли — яблонная тля (Aphis pomi), медяница яблонная, или листоблошка (Psylla mali); все они повреждают листья и почки; кроме того, червец яблонный, или запятовидный (Lepidosaphus ulmi) повреждает стволы и ветви.
Наиболее серьёзными болезнями боярышника являются мучнистая роса (Podosphaera oxyacanthae) и ржавчина листьев (Gymnosporangium clavariaeformae).

### В медицине
Начиная с XVI века боярышник используется в медицине. В прежние времена его применяли только как вяжущее средство при поносах и  дизентерии. С XIX века стали использовать чай из цветков и листьев как кровоочистительное средство, а с начала XX века плоды и цветки боярышника позиционируются производителями как лекарство при заболеваниях сердца и сосудов.
Боярышник обыкновенный (Crataegus laevigata (Poir.) DC.), Боярышник кроваво-красный (Crataegus sanguinea Pall.), Боярышник зелёноплодный (Crataegus chlorocarpa Lenne et K.Koch), Боярышник даурский (Crataegus dahurica Koehne ex C.K.Schneid.), Боярышник однопестичный (Crataegus monogyna Jacq.), Боярышник пятипестичный (Crataegus pentagyna Waldst. et Kit. ex Willd.) и другие виды являются производящими растениями для получения двух видов лекарственного сырья: цветков боярышника (лат. Flores Crataegi) и плодов боярышника (Fructus Crataegi). Цветки собирают в начале цветения в сухую погоду, сушат под навесом или в сушилках при нагреве до +40 °C. Плоды заготавливают на стадии полной зрелости и сушат в тёплых помещениях или в сушилках при температуре до +70 °С на решётах. Основные действующие вещества — флавоноиды: гиперозид, кверцитрин, кверцетин, витексин, ацетилвитексин, а также оксикоричные кислоты — кофейная и хлорогеновая.
Лекарственные средства, изготовленные из боярышника, обладают кардиотоническим действием. Они усиливают сокращения миокарда, но уменьшают его возбудимость; тритерпеновые кислоты усиливают кровообращение в венечных сосудах и сосудах мозга, повышают чувствительность сердечной мышцы к действию сердечных гликозидов, устраняют боли и дискомфорт в области сердца. Препараты боярышника применяют в комплексной терапии функциональных расстройств сердечной деятельности, кардиалгий, климактерического синдрома, гипертонической болезни, астено-невротических состояний. В научной медицине используются спиртовая настойка, а также жидкий и густой экстракт из цветков и плодов. В народной медицине применение в тех же целях имеют цветки боярышника (реже плоды, и то более в целях питания).

### Другие полезные свойства боярышника
Боярышники — медоносы, их охотно посещают пчёлы, однако большого сбора мёда и обножки не дают.
Ряд видов боярышников (в частности, азароль) являются культурными плодовыми растениями, которые культивируются для этой цели в западном Средиземноморье с античных времён.

## Классификация

### Таксономия
- Crataegus  L., 1753, Sp. Pl. : 475

Род Боярышник включается в семейство Розовые (Rosaceae) порядка Розоцветные (Rosales), последовательно входящего в более крупные клады Фабиды → Розиды → Суперрозиды → Эвдикоты → Цветковые растения. Таксономическая схема в соответствии с Системой APG IV по состоянию на июнь 2024 года:
|  |                          |  |                                   |                                   |                   |  | еще 8 семейств |               |               |                                                              |
|  |                          |  |                                   |                                   |                   |  |                |               |               | 278 подтвержденных видов и 822 вида, ожидающих подтверждения |
|  |                          |  |                                   | порядок Розоцветные               |                   |  |                |               | род Боярышник |                                                              |
|  |                          |  |                                   | порядок Розоцветные               |                   |  |                |               | род Боярышник |                                                              |
|  | клада Цветковые растения |  |                                   |                                   | семейство Розовые |  |                |               |               |                                                              |
|  | клада Цветковые растения |  |                                   |                                   |                   |  |                |               |               |                                                              |
|  |                          |  | ещё 63 порядка цветковых растений | ещё 63 порядка цветковых растений |                   |  |                | еще 116 родов | еще 116 родов |                                                              |
|  |                          |  |                                   | ещё 63 порядка цветковых растений |                   |  |                |               | еще 116 родов |                                                              |

### Виды
Некоторые из них:
- Crataegus aestivalis (Walter) Torr. & A.Gray — Боярышник крупноплодный
- Crataegus almaatensis Pojark. — Боярышник алма-атинский
- Crataegus ambigua C.A.Mey. ex A.K.Becker — Боярышник сомнительный
- Crataegus ×armena Pojark. — Боярышник армянский
- Crataegus atrosanguinea Pojark. — Боярышник тёмно-кровавый
- Crataegus azarolus L. — Боярышник азароль
- Crataegus beckeriana Pojark. — Боярышник Беккера
- Crataegus calpodendron (Ehrh.) Medik. — Боярышник урновидный
- Crataegus caucasica K.Koch — Боярышник кавказский
- Crataegus chlorosarca Maxim. — Боярышник зелёномясый
- Crataegus crus-galli L. — Боярышник петушья шпора
- Crataegus dahurica Koehne ex C.K.Schneid. — Боярышник даурский
- Crataegus ×dipyrena Pojark. — Боярышник двухкосточковый
- Crataegus douglasii Lindl. — Боярышник Дугласа
- Crataegus ×dsungarica Zabel — Боярышник джунгарский
- Crataegus ellwangeriana Sarg. — Боярышник Эльвангера
- Crataegus eriantha Pojark. — Боярышник волосистоцветковый
- Crataegus flabellata (Bosc ex Spach) K.Koch — Боярышник вееровидный
- Crataegus flava Aiton — Боярышник жёлтый
- Crataegus ×kyrtostyla Fingerh. — Боярышник согнутостолбиковый
- Crataegus laevigata (Poir.) DC. — Боярышник обыкновенный, или Боярышник сглаженный
- Crataegus lanuginosa Sarg. — Боярышник шерстистый
- Crataegus linnaeana Pojark. — Боярышник Линнея
- Crataegus macracantha Lodd. ex Loudon — Боярышник крупноколючковый
- Crataegus maximowiczii C.K.Schneid. — Боярышник Максимовича
- Crataegus ×media Bechst.
- Crataegus mexicana DC. — Боярышник мексиканский
- Crataegus meyeri Pojark. — Боярышник Мейера
- Crataegus microphylla K.Koch — Боярышник мелколистный
- Crataegus mollis (Torr. & A.Gray) Scheele — Боярышник мягкий
- Crataegus monogyna Jacq. — Боярышник однопестичный
- Crataegus nigra Waldst. & Kit. — Боярышник чёрный
- Crataegus orientalis Pall. ex M.Bieb. — Боярышник восточный
- Crataegus pentagyna Waldst. & Kit. ex Willd. — Боярышник пятипестичный
- Crataegus pinnatifida Bunge — Боярышник перистонадрезанный
- Crataegus pontica K.Koch — Боярышник понтийский
- Crataegus ×pseudoambigua Pojark. — Боярышник ложносомнительный
- Crataegus ×pseudoazarolus Pojark. — Боярышник ложная азароль
- Crataegus pseudoheterophylla Pojark. — Боярышник ложноразнолистный
- Crataegus pseudomelanocarpa Popov — Боярышник ложночёрноплодный
- Crataegus punctata Jacq. — Боярышник точечный
- Crataegus remotilobata Raikova ex Popov — Боярышник расставленнолистный
- Crataegus rivularis Nutt. — Боярышник приречный
- Crataegus sanguinea Pall. — Боярышник кроваво-красный
- Crataegus scabrifolia (Franch.) Rehder — Боярышник шероховатолистный
- Crataegus songarica K.Koch — Боярышник сонгарский
- Crataegus sphaenophylla Pojark. — Боярышник клинолистный
- Crataegus stevenii Pojark. — Боярышник Стевена
- Crataegus submollis Sarg. — Боярышник мягковатый
- Crataegus succulenta Schrad. ex Link — Боярышник сочный
- Crataegus szovitsii Pojark. — Боярышник Шовица
- Crataegus tanacetifolia (Poir.) Pers. — Боярышник пижмолистный
- Crataegus taurica Pojark. — Боярышник крымский
- Crataegus transcaspica Pojark. — Боярышник закаспийский
- Crataegus turcomanica Pojark. — Боярышник туркменский
- Crataegus turkestanica Pojark. — Боярышник туркестанский
- Crataegus ucrainica Pojark. — Боярышник украинский
- Crataegus uniflora Münchh. — Боярышник одноцветковый
- Crataegus viridis L. — Боярышник зелёный

### Гибридные роды с участием представителей рода Боярышник
- ×Crataegosorbus — Кратегосорбус (= Sorbus × Crataegus)

### Синонимы
- Anthomeles M.Roem.
- Crataegomespilus Simon-Louis ex Bellair
- Crataego-mespilus Simon-Louis
- Crataemespilus E.G.Camus
- Halmia (Medik.) M.Roem.
- Mespilophora Neck.
- Mespilus L.
- Oxyacantha Medik.
- Phaenopyrum M.Roem.
- Phalacros Wenz.
- Sportella Hance
- Xeromalon Raf.

| |  |  |  |
| Слева направо: - Ботаническая иллюстрация из книги О. В. Томе Flora von Deutschland, Österreich und der Schweiz, 1885, Боярышник обыкновенный; - Боярышник азароль из книги «Traité des arbres fruitiers»; - Боярышник кроваво-красный из книги Watson, P. W. «Dendrologia Britannica»; - Боярышник однопестичный. |  |  |  |